# 漂流楽団
『漂流楽団』（ひょうりゅうがくだん）は谷山浩子の通算23番目（デビューから19番目）のアルバム。

## 概要
阪神・淡路大震災やオウム真理教による地下鉄サリン事件などで世の中が揺れていた頃に書いた歌詞が多く、そうした世相に間接的に影響を受けている。
「子守唄」「ふたり」は新居昭乃への提供曲で、楠桂原作の漫画『人狼草紙』イメージアルバムへの提供曲のセルフカバー。「DOLL HOUSE」は斉藤由貴への提供曲で、斎藤のアルバム『âge (アージュ)』に収録されている。

## 収録曲
1. 風のたてがみ
作詞・作曲：谷山浩子、編曲：丸尾めぐみ
2. 真昼の光は嘘をつく
作詞・作曲：谷山浩子、編曲：石井AQ
3. 漂流楽団
作詞・作曲：谷山浩子、編曲：斉藤ネコ
4. SAKANA-GIRL
作詞・作曲：谷山浩子、編曲：斉藤ネコ
5. 子守唄
作詞・作曲：谷山浩子、編曲：石井AQ・谷山浩子
6. 楽園のリンゴ売り
作詞・作曲：谷山浩子、編曲：石井AQ・谷山浩子
7. DOLL HOUSE
作詞：谷山浩子、作曲：崎谷健次郎、編曲：窪田晴男
8. 見えない小鳥
作詞・作曲：谷山浩子、編曲：山川恵津子
9. ふたり
作詞・作曲：谷山浩子、編曲：石井AQ・谷山浩子
10. 七角錐の少女
作詞・作曲：谷山浩子、編曲：石井AQ・谷山浩子

- プロデューサー：谷山浩子and石井AQ
- ディレクター：長岡和弘